# Iroquois County
Iroquis County är ett county i delstaten Illinois i USA. År 2010 hade countyt 29 718 invånare. Den administrativa huvudorten (county seat) är Watseka.

## Politik
Iroquis County tenderar att rösta på republikanerna i politiska val.
Republikanernas kandidat har vunnit countyt i samtliga presidentval sedan valet 1916 utom vid två tillfällen: 1932 och 1936 då demokraternas kandidat vann countyt.

## Geografi
Enligt United States Census Bureau har countyt en total area på 2 896 km². 2 892 km² av den arean är land och 4 km² är vatten.

### Angränsande countyn
- Kankakee County  - nord
- Newton County, Indiana  - öst
- Benton County, Indiana  - öst
- Vermilion County  - syd
- Ford County  - väst